# アハスクラー・セッター
アハスクラー・セッター（英：Ahascragh Setter）は、アイルランド原産の現在は絶滅したセッター犬種である。アイリッシュ・セッターの前身の犬にあたると推測されている。当時としては珍しいレッド一色の毛色のセッターであったが、詳細はほとんど知られていない。本種のことが記されている唯一の記録は、1890年代にアイルランドの犬の専門家であるW.C.ベネットの遺したものである。それによればゴルウェイのマホン家に飼われていたが、狩猟場の番人であるジェミー・フューリーが近親交配を行ったため犬質が落ちた。マホン家当主は毛並みの美しい1頭の雌犬から犬種の復活を望んだが、父親の死去により計画は中断したという。